# Болбат Сергій Сергійович
Сергій Сергійович Болбат (нар. 13 червня 1993, Волноваха, Донецька область, Україна) — український футболіст. Грав за національну збірну України.

## Біографія
Вихованець донецьких академій «Шахтаря» та «Олімпіка-УОР».
На початку 2011 року підписав контракт з донецьким «Шахтарем», але відразу був відданий в «Шахтар-3», що виступав у Другій лізі. 9 квітня дебютував у професійному футболі, зігравши 75 хвилин в матчі проти «Кременя», у якому отримав жовту картку. В подальшому став основним нападником дубля, виступаючи там до кінця сезону 2012/13.

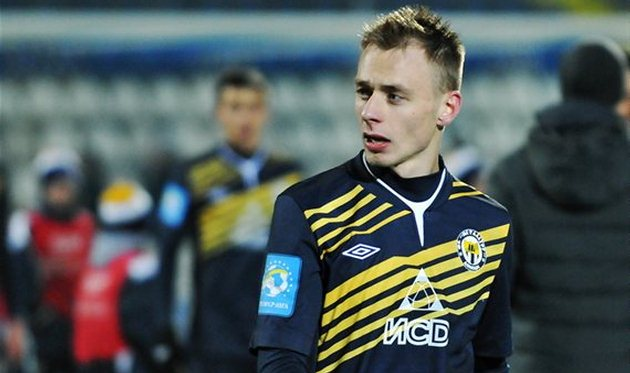
Сергій Болбат під час виступів за «Металург» (Донецьк). 7 травня 2014 року.

Влітку 2013 року був включений до заявки основної команди і на передсезонних зборах виходив на поле за основну команду, в тому числі на Об'єднаному турнірі. Новий сезон Сергій розпочав у молодіжній команді, де 21 липня, в першому ж турі, відзначився хет-триком у воротах «молодіжки» «Говерли». Завдяки цьому 21 липня 2013 року у матчі 2 туру Прем'єр-ліги опинився в заявці основної команди на грі проти «Севастополя», проте на поле так і не вийшов і подальшому знову продовжив виступати за молодіжну команду, зігравши до кінця серпня у 7 матчах, в яких забив 7 голів.
2 вересня 2013 року, в останній день трансферного вікна, Болбат був відданий в оренду до кінця сезону в донецький «Металург». На наступний, сезон 2014—2015, переходить в оренду до клубу «Металіст» (Харків).
20 липня 2015 року стало відомо що Болбат приєднається до бельгійської команди «Локерен» на умовах оренди на один сезон. 2 серпня 2015 року він забив свій перший гол за «Локерен». В рамках другого матчу проти «Шарлеруа» він допоміг своїй команді втримати нічию, забивши на 67 хвилині. Всього за два роки в оренді Сергій провів 44 матчі у вищому дивізіоні Бельгії і забив 6 голів, після чого влітку 2017 року повернувся у «Шахтар», але майже відразу був відданий в оренду в «Маріуполь».
Після закінчення сезону 2017/18 повернувся в розташування «Шахтаря», де спочатку регулярно виходив наполе на позиції центрального захисника, двічі вигравши чемпіонат України та одного разу національний кубок, зігравши в тому числі і у переможному фінальному матчі. Втім поступово Сергій програв конкуренцію Додо і в серпні 2021 року був відданий в оренду на сезон в «Десну». Дебютував за нову команду 22 серпня у матчі чемпіонату проти київського «Динамо» (0:4), вийшовши на поле після перерви замість Левана Арвеладзе.

### Збірна
12 березня 2013 року головний тренер молодіжної збірної України Сергій Ковалець вперше викликав Болбата на товариські матчі проти однолітків з Чехії та Італії, які мали відбутись 22 і 25 березня відповідно. В обох з них Сергій виходив на поле.
Вдруге Ковалець викликав Болбата у «молодіжку» в травні того ж року на матчі Меморіалу Лобановського, де Болбат також зіграв в обох матчах збірної, яка стала фіналістом турніру. Причому саме гол Сергія у матчі проти однолітків зі Словенії допоміг українцям здобути перемогу у півфіналі.
Останній матч за молодіжну збірну України провів у листопаді 2013 року в рамках відбіркового турніру молодіжного чемпіонату Європи з командою Швейцарії. У січні 2014 року в Кубку Співдружності, де його однолітки у фіналі розгромили команду Росії (4:0), не брав участь, оскільки проходив навчально-тренувальні збори з клубом.
14 травня 2014 року головним тренером Михайлом Фоменком був вперше викликаний на навчально-підготовчий збір у складі національної збірної України. Дебютував у головній збірній 22 травня 2014 року, вийшовши на заміну у другому таймі товариського матчу проти збірної Нігеру. Відведені 30 хвилин гри провів активно, здійснював властиві манері гри флангові проходи, мав шанси відзначитися, а на 80-й хвилині віддав передачу на Тараса Степаненка, яка призвела до голу, що виявився переможним.

## Досягнення

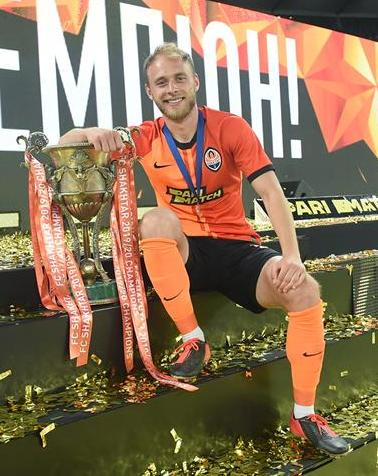
Сергій Болбат з трофеєм чемпіона України 2019/20.

- Чемпіон України: 2018/19, 2019/20
- Володар Кубка України: 2018/19
- Володар Суперкубка України: 2014